# Nevado (perro)
Nevado (Mucuchíes, 1813 - Campo de Carabobo, 1821) fue un perro de raza mucuchíes.

## Vida
Regalado a Simón Bolívar por un campesino del pueblo de Mucuchíes, Mérida, ubicado en los Andes venezolanos. El perro se le entregó después de la Batalla de Niquitao, durante su triunfal Campaña Admirable desde Nueva Granada (hoy Colombia) hasta Caracas en 1813. "Nevado" murió en la Batalla de Carabobo el 24 de junio de 1821. El indio llamado "Tinjacá", al que los demás oficiales de Bolívar apodaban "El edecán del perro", cuidaba al perro. Tinjacá también murió en la Batalla de Carabobo mientras intentaba rescatar al perro.
El pueblo de Mucuchíes erigió un monumento a este indio y a "Nevado" en su plaza Bolívar.